# Rue Honoré-d'Estienne-d'Orves (Suresnes)
Pour les articles homonymes, voir Rue Honoré-d'Estienne-d'Orves.
La rue Honoré-d'Estienne-d'Orves est une voie publique de la commune de Suresnes, dans le département français des Hauts-de-Seine.

## Situation et accès

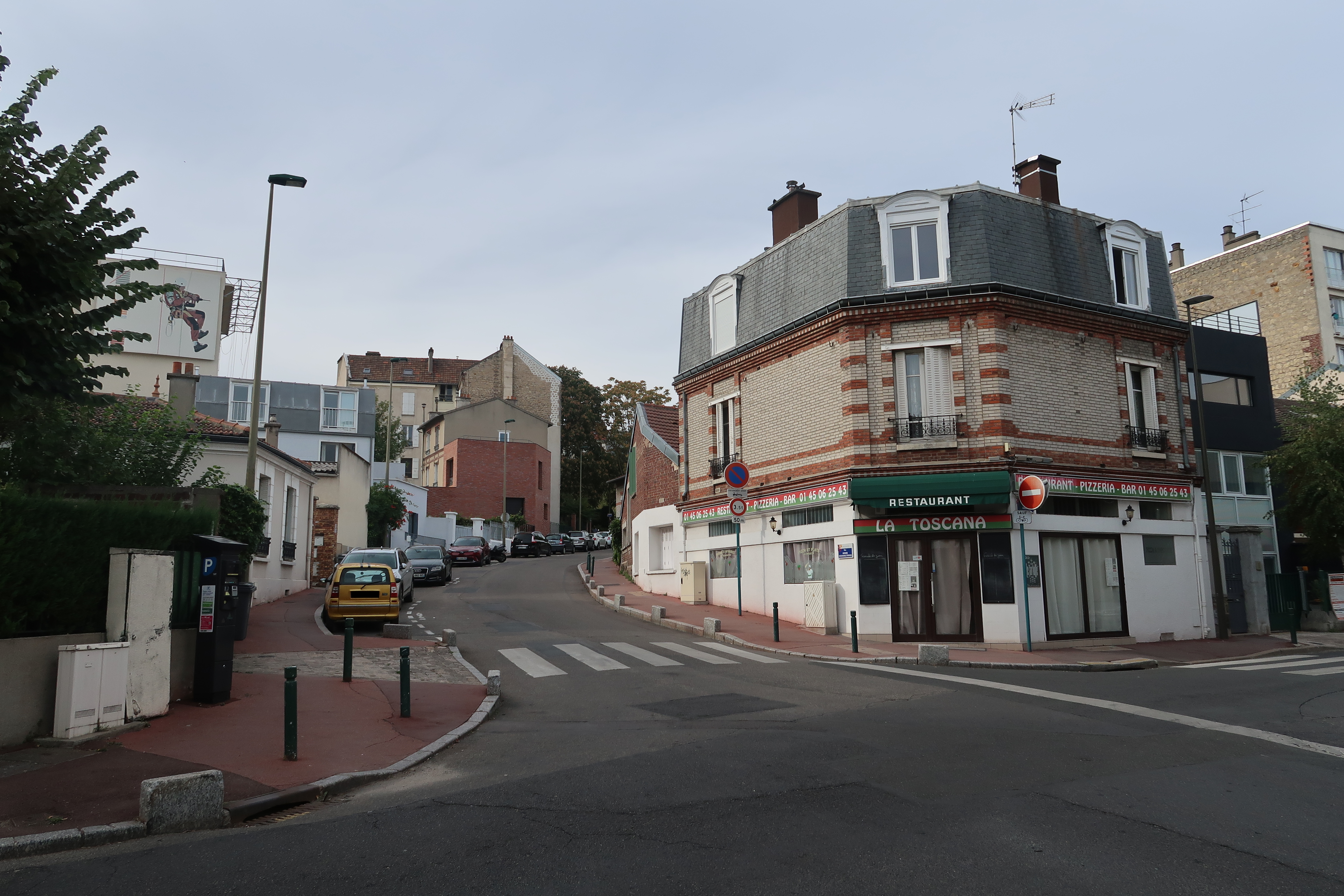
Croisement avec la rue Gambetta.

Cette rue orientée du nord-ouest au sud-est commence son tracé à la perpendiculaire du faisceau ferrovaire de la ligne 2 du tramway d'Île-de-France et de la ligne de Paris-Saint-Lazare à Versailles-Rive-Droite.
Elle traverse le carrefour de la rue des Puits et de la rue Gambetta, puis croise la rue Carnot. Elle marque ensuite le début de la rue Perronet, bifurque vers la gauche et se termine dans l'axe de la rue Gustave-Flourens.
Comme de nombreuses voies suresnoises, elle présente un dénivelé, du fait de la présence proche du mont Valérien.
Sa desserte est assurée par la gare de Suresnes-Mont-Valérien et l'arrêt Belvédère sur le T2.

## Origine du nom

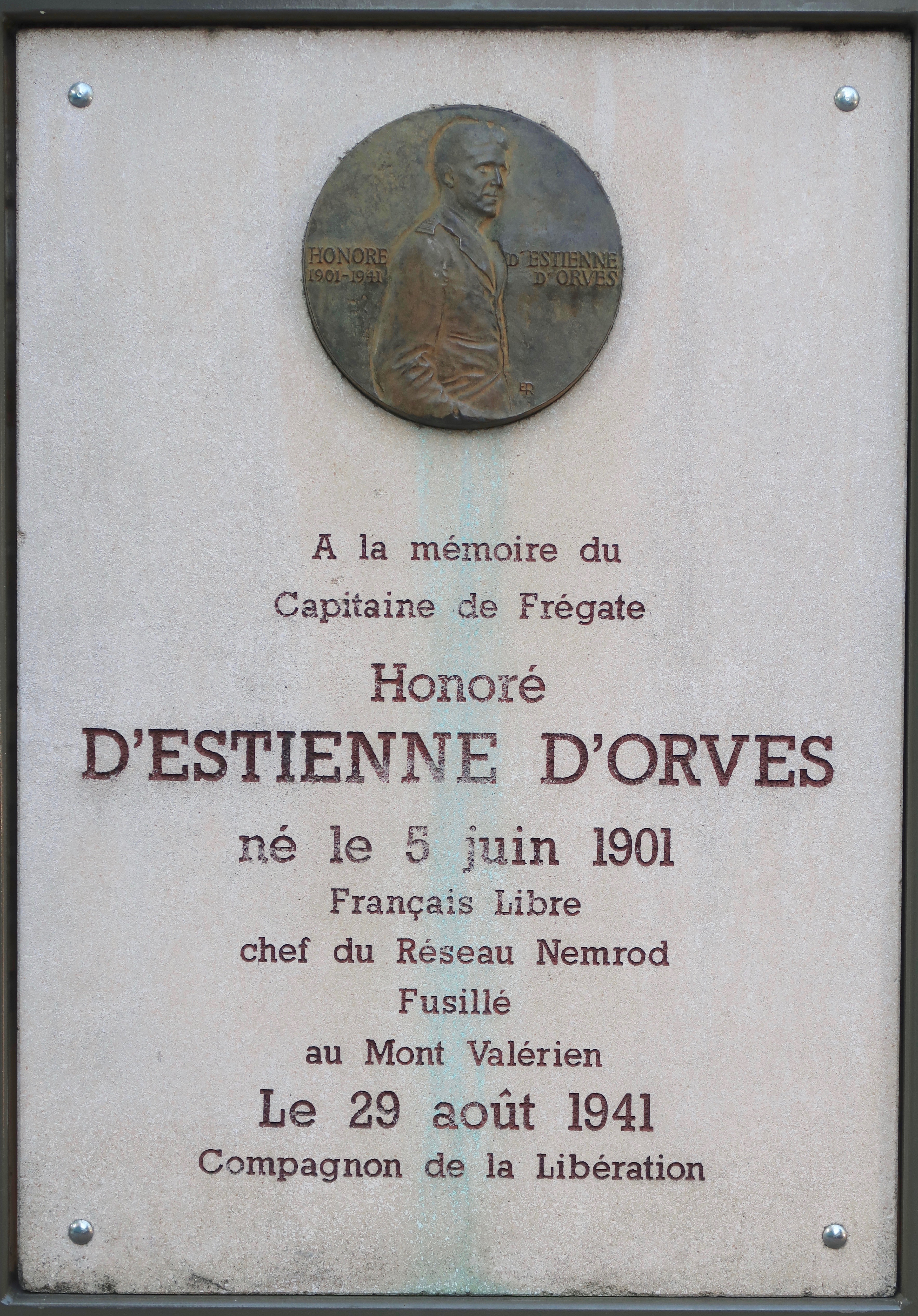
Plaque à la mémoire d'Honoré d'Estienne-d'Orves, fusillé en 1941.

C'est en hommage à Honoré d'Estienne d'Orves, héros de la Seconde Guerre mondiale et martyr de la Résistance, que cette rue a été renommée.
Honoré d'Estienne d'Orves est mort le 29 août 1941 à la forteresse du Mont-Valérien,, fusillé parmi cent otages, en représailles de l'assassinat de l'aspirant d'intendance de la Kriegsmarine Alfons Moser au métro Barbès par Pierre Georges.
Au croisement avec la rue de Verdun, une plaque commémorative rend hommage à Honoré d'Estienne d'Orves.

## Historique

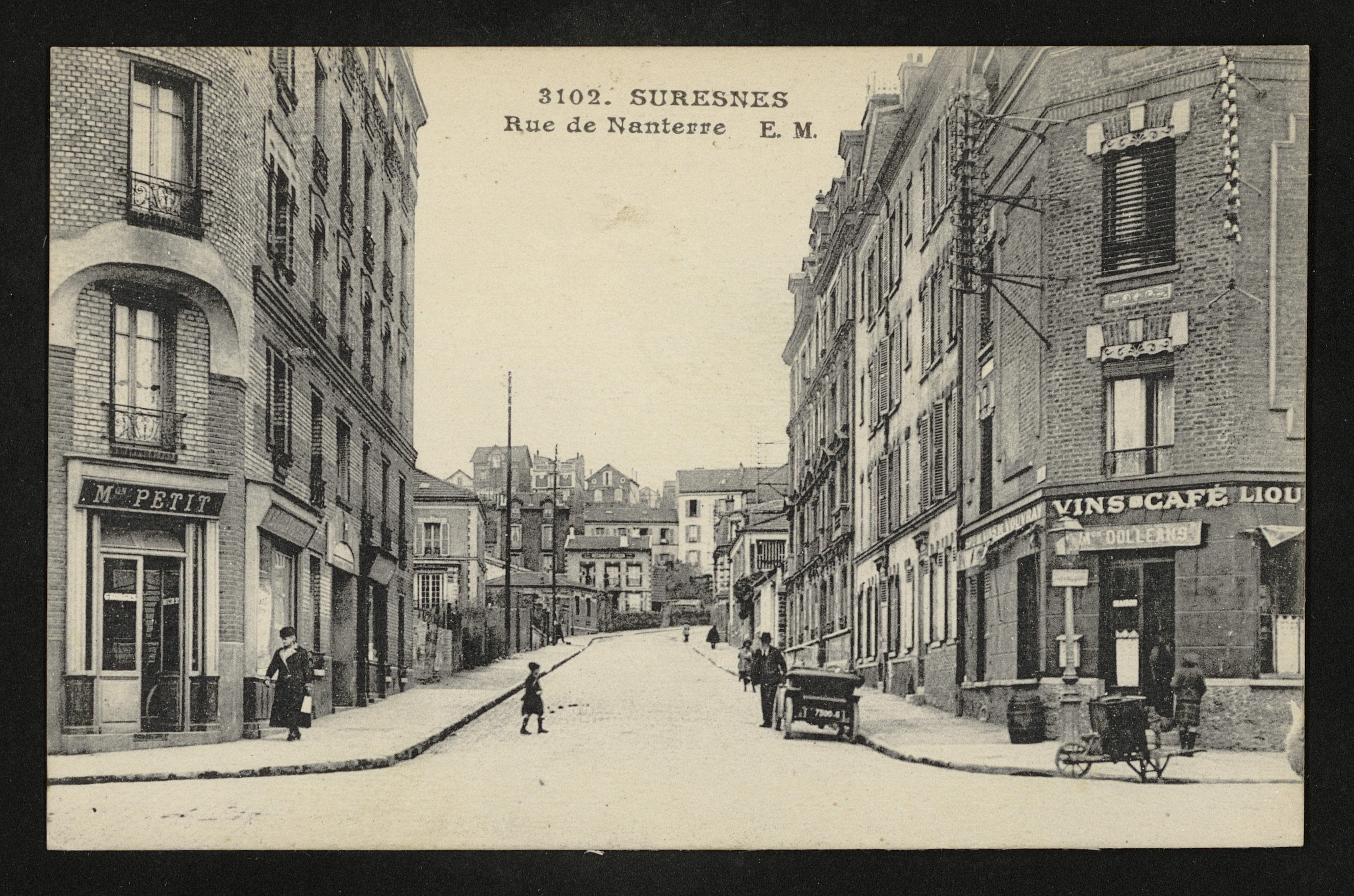
La rue de Nanterre vers 1900.

Durant des siècles, la partie est de la rue est une des limites du vieux village de Suresnes.
La rue Honoré-d'Estienne-d'Orves, jadis nommée « rue de Nanterre », faisait partie d'un long chemin menant vers Nanterre par ce qui est aujourd'hui la rue de la Liberté et est prolongé plus au nord par la « rue de Suresnes » à Nanterre. Son tracé fut coupé par la construction de la ligne de Paris-Saint-Lazare à Versailles-Rive-Droite en 1839.
Sous le Second Empire, au milieu des années 1850, il est proposé de « macadémiser » la rue de Nanterre, une innovation à l'époque.
En 1885, près de l'entrée nord du tunnel des Moulineaux (qui longe la rue Gardenat-Lapostol), les travaux de la construction de la « ligne des Moulineaux » mettent au jour quinze cercueils de plâtre datant de l'époque des Francs, vers le Ve siècle,,. Ces sarcophages étaient en forme de trapèze allongé et orientés les pieds au sud-est. On y retrouva de plus un scramasaxe, les fragments d'une fiole à parfum, un morceau d'une épée de fer et des boucles de bronze.

## Bâtiments remarquables et lieux de mémoire
- Église du Cœur-Immaculé-de-Marie de Suresnes, construite en 1907-1908, au croisement avec la rue de Verdun (alors rue de Neuilly). Le terrain appartenait auparavant auparavant aux sœurs de la Providence de Portieux, qui en avaient été expulsées[11].
- En 1929, création de la société Ydral, fabricant français de moteurs deux temps[12].
- Au no 18, ancien siège de la Compagnie aérienne française[13]. Au début de l'Occupation, un colonel allemand qui avait travaillé avant-guerre pour cette entreprise s'y rend pour s'emparer d'un fichier où figurent les plans de lignes aériennes. Il reviendra plusieurs fois par la suite, notamment pendant la campagne d'Afrique[14].